# Emil Nack
Emil Nack (* 3. Juli 1892 in Prag; † 25. Mai 1976) war ein österreichischer Sachbuchautor für historische Themen, insbesondere für Jugendliche.

## Leben
Nack, Sohn aus Kaaden (heutiges Kadaň) stammender sudetendeutscher Eltern, ging in Wien auf das Gymnasium und absolvierte ein Studium an der Wiener Universität in Germanistik und Altertumswissenschaften, das er mit der Promotion abschloss. Danach war er Gymnasiallehrer und Professor an der Akademie für Musik und darstellende Kunst.
Er schrieb Bücher über das klassische Altertum, Ägypten, Mythologie und die Germanen. Daneben schrieb er auch Monographien über Eduard Mörike (1925), Justinus Kerner (1926), Reuter und Rosegger (1931) und gab das Werk von Bruno Ertler heraus. Für seine Jugendbücher wurde er mit dem Deutschen Jugendbuchpreis ausgezeichnet. Seine Jugendbücher wurden auch ins Spanische übersetzt.
Nack wurde am 3. Juni 1976 auf dem Hietzinger Friedhof beigesetzt.

## Schriften
- Das Römische Weltreich: Land, Volk, Geschichte, Deutscher Bücherbund 1959, neu Wien, Ueberreuter 1976
- Ägypten und der Vordere Orient im Altertum, Ueberreuter 1962
- Götter, Helden und Dämonen: Mythologie der Ägypter, Griechen, Römer und Germanen, Wien, Ueberreuter 1968
- Hellas. Land und Volk der Alten Griechen, Ueberreuter 1975
- Germanien. Länder und Völker der Germanen, Ueberreuter 1977
- Die Germanen. Länder und Völker der Germanen, Neue Kindlers Kulturgeschichte 1976
- Sagen aus Wien, Ueberreuter 2001